# Rafael López Expósito
Rafael López Expósito  (Priego de Córdoba, Córdoba, España, 21 de julio de 1989) es un jugador de fútbol sala español. Juega de ala y cierre, y su equipo actual es el Real Betis FS de la Liga Nacional de Fútbol Sala.

## Trayectoria
Rafa se formó futbolísticamente en el club de su ciudad de nacimiento Boca Juniors FS Priego de Córdoba. Destacado jugando de cierre, ocasionalmente también ha desempeñado otras labores.
Tras unos años prometedores, dio el salto a División de Plata al fichar por el MM Pérez Bujalance en la temporada 2007-08. 
Pasados otros dos años, ficha por el Azkar Lugo de la Liga Nacional de Fútbol Sala dónde permanecerá hasta 2011 cuándo cambiar de aires y se marcha al club catalán Catgas E. Santa Coloma, en marzo de 2017 pasa a formar parte de la plantilla del Barça Lassa también de Liga Nacional de Fútbol Sala.

## Clubes
| Club                              | País   | Año        |
| --------------------------------- | ------ | ---------- |
| Boca Juniors FS Priego de Córdoba | España | Hasta 2007 |
| MM Pérez Bujalance                | España | 2007-2009  |
| Azkar Lugo FS                     | España | 2009-2011  |
| Catgas E. Santa Coloma            | España | 2011-2016  |
| Barça Lassa                       | España | 2016-2018  |
| Jaén Paraíso Interior             | España | 2018-2019  |
| Palma Futsal                      | España | 2019-2021  |
| Inter FS                          | España | 2021-2022  |
| Queso El Hidalgo Manzanares       | España | 2022-2023  |
| Real Betis                        | España | 2023-      |

## Internacional

### Selección sub-21
Defendió elástica rojigualda en el Campeonato de Europa de Selecciones sub-21 disputado en San Petersburgo en diciembre de 2007 
- Datos: Q3928950